# Cydia succedana
Cydia succedana là một loài bướm đêm thuộc họ Tortricidae. Loài này có ở châu Âu.
Con trưởng thành bay từ tháng 4 đến tháng 9 tùy theo địa điểm.
Ấu trùng ăn Ulex europaeus, Genista, Lotus và Cytisus scoparius.

## Hình ảnh

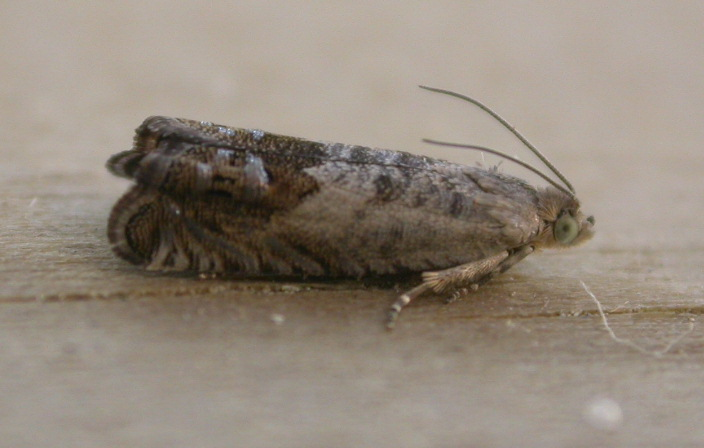